# Urbi et orbi
Urbi et orbi (A la ciutat [de Roma] i al món) és una benedicció papal dirigida a la ciutat de Roma i al món sencer.

## Ús
La benedicció Urbi et orbi s'imparteix a Roma durant l'any sempre en dues dates: Diumenge de Pasqua i el dia de Nadal, el 25 de desembre. Es fa al migdia des del balcó central de la Basílica de Sant Pere (anomenat per això Balcó de les Benediccions) ornat amb cortinatges i estendards, i amb la càtedra del Papa col·locada, i per a ella el Papa acostuma a revestir-se amb ornaments solemnes (mitra, bàcul, estola i capa pluvial) i va precedit de creu processional i acompanyat de cardenals-diaques i cerimoniers. També és impartida pel Papa el dia de la seva elecció; és a dir, al final del conclave, en el moment en què es presenta davant de Roma i del món com a nou successor de Sant Pere. Només durant el Pontificat de Joan Pau II la benedicció Urbi et orbi va ser impartida a l'altar de la plaça de Sant Pere. Avui dia és criteri de cada Papa, si la fa al balcó de la Basílica Vaticana o no, exceptuant el dia de la seva anunciació, després de l'Habemus Papam.

## Fórmula
| – Sancti Apostoli Petrus et Paulus, de quorum potestate et auctoritate confidimus, ipsi intercedant pro nobis ad Dominum. – Amen. – Precibus et meritis beatæ Mariæ semper Virginis, beati Michælis Archangeli, beati Ioannis Baptistæ et sanctorum Apostolorum Petri et Pauli et omnium Sanctorum misereatur vestri omnipotens Deus et dimissis peccatis vestris omnibus, perducat vos Iesus Christus ad vitam æternam. – Amen. – Indulgentiam, absolutionem et remissionem omnium peccatorum vestrorum, spatium veræ et fructuosæ penitentiæ, cor semper penitens et emendationem vitæ, gratiam et consolationem Sancti Spiritus et finalem perseverantiam in bonis operibus, tribuat vobis omnipotens et misericors Dominus. – Amen. – Et benedictio Dei omnipotentis (Patris et Filli et Spiritus Sancti) descendat super vos et maneat semper. – Amen. | "Que els Sants Apòstols Pere i Pau, en el poder i l'autoritat dels quals confiem, intercedeixin per nosaltres davant el Senyor". Tothom: "Amén". "Que per les oracions i pels mèrits de santa Maria, sempre Verge, de Sant Miquel Arcàngel, de Sant Joan Baptista, dels Sants Apòstols Pere i Pau i de tots els Sants, Déu Totpoderós tingui misericòrdia de vosaltres i, perdonats tots els vostres pecats, us condueixi per Jesucrist fins a la vida eterna". Tothom: "Amén". "Que el Senyor omnipotent i misericordiós us concedeixi la indulgència, l'absolució i la remissió de tots els vostres pecats, temps per a una penitència vertadera i profitosa, el cor sempre contrit i l'esmena de vida, la gràcia i el consol de l'Esperit Sant i la perseverança final en les bones obres". Tothom: "Amén". "I la benedicció de Déu omnipotent (Pare, Fill i Esperit Sant) descendeixi sobre vosaltres i hi romangui per sempre". Tothom: "Amén". |